# Dayton (Nevada)
Dayton ist ein Census-designated place (CDP) im Lyon County im US-Bundesstaat Nevada. Das U.S. Census Bureau hat bei der Volkszählung 2020 eine Einwohnerzahl von 15.153 ermittelt.

## Geographie
Dayton liegt bei 39°15'6” nördlicher Breite und 119°33'43” westlicher Länge.
Nach dem United States Census Bureau beträgt die Fläche des CDP insgesamt 82,2 km², 10 Hektar davon entfallen auf Gewässer.

## Demographie
Beim United States Census 2000 wurden in Dayton 5907 Einwohner in 2198 Haushalten und 1674 Familien gezählt. Die Bevölkerungsdichte betrug 71,9 Einwohner/km². Die Zahl der Wohneinheiten war 2322, das entspricht einer Dichte von 28,3 Wohnungen/km².
Die Einwohner bestanden im Jahre 2000 zu 91,42 % aus Weißen, 0,36 % African American, 1,03 % Native American, 1,03 % Asiaten, 0,15 % Pacific Islander, 3,84 % stammten von anderen Rassen und 2,17 % von zwei oder mehr Rassen ab; 8,80 % der Bevölkerung, erklärten sich beim Census als Hispano oder Latino.
In 37,7 % der Haushalter lebten Kinder unter 18 Jahren und in 61,6 % der Haushalte lebten verheiratete Paare zusammen, 9,6 % der Haushalte hatten einen weiblichen Haushaltsvorstand ohne anwesenden Ehemann und 23,8 % der Haushalte bildeten keine Familien. 18,1 % aller Haushalte bestanden aus Einzelpersonen und in 4,6 % war jemand im Alter von 65 Jahren oder älter alleinlebend. Die durchschnittliche Haushaltsgröße war 2,69 Personen und die durchschnittliche Familie bestand aus 3,03 Personen.
Von der Einwohnerschaft waren 28,1 % weniger als 18 Jahre alt, 6,1 % entfielen auf die Altersgruppe von 18 bis 24 Jahre, 29,0 % waren zwischen 25 und 44 Jahre alt und 25,0 % zwischen 45 und 64 Jahre. 11,9 % waren 65 Jahre alt oder älter. Das Durchschnittsalter war 37 Jahre. Auf jeweils 100 Frauen entfielen 102,6 Männer; bei den über 18-Jährigen entfielen auf 100 Frauen jeweils 99,2 Männer.
Das Durchschnittseinkommen pro Haushalt betrug 43.599 US-$ und das mittlere Familieneinkommen war 46.859 US-$. Die Männer verfügten durchschnittlich über ein Einkommen von 33.038 US-$, gegenüber 26.140 US-$ für Frauen. Das Pro-Kopf-Einkommen belief sich auf 18.417 US-$. Etwa 5,3 % der Familien und 6,7 % der Bevölkerung lebten unterhalb der Armutsgrenze; dies betraf 8,2 % derer unter 18 Jahren und 5,5 % der Altersgruppe 65 Jahre oder älter.

## Sonstiges
Der Ort war in den 1970er Jahren neben anderen Orten Drehort des Films Der große Coup.